# انینا اپوستل

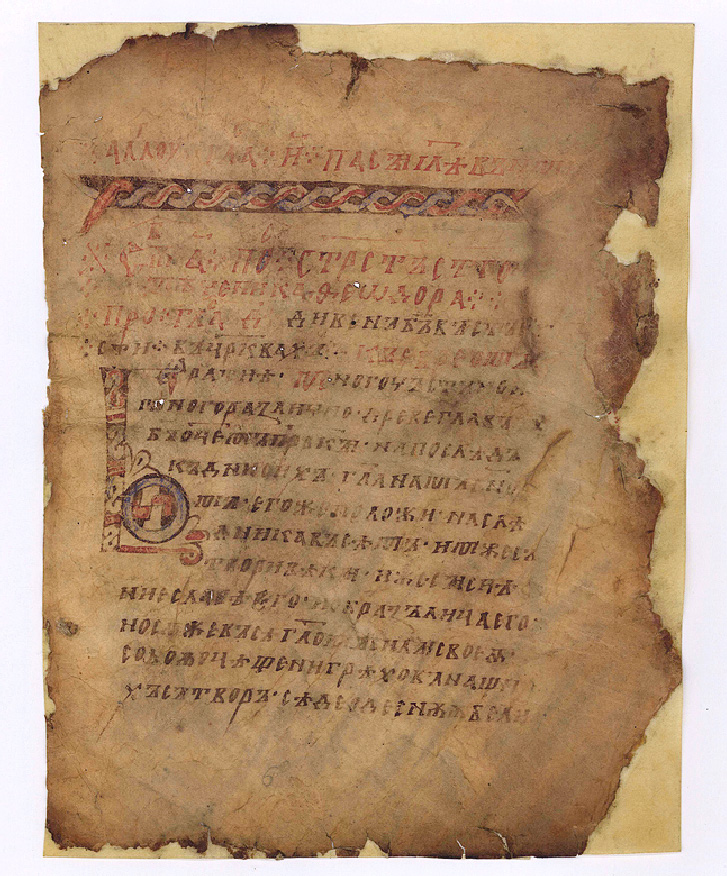
صفحه‌ای تکه‌تکه‌شده از انینا اپوستل، که سرصفحهٔ آن رنگی بوده و قسمت اول آن نیز تزئین شده‌است.

اِنینا اَپوستِل (انگلیسی: Enina Apostle) یا انینا اپوستولوس (انگلیسی: Enina Apostolos)، که مخفف علمی عنوان آن انین است، یک نسخهٔ خطی سیریلیک به زبان اسلاوی کلیسایی باستان و متعلق به قرن یازدهم میلادی است. این نسخه خطی نوشته‌شده روی پوست که در سال ۱۹۶۰ و طی عملیات بازسازی در روستای انینا در مرکز بلغارستان در شرایط بسیار بد کشف شد، اکنون در کتابخانه ملی سیریل و متودیوس اس‌اس. در صوفیه نگهداری می‌شود. این نسخه، قدیمی‌ترین نسخهٔ خطی سیریلیک نگهداری‌شده توسط یک مجموعهٔ بلغارستانی است.

## تاریخچه
انینا اپوستل در سال ۱۹۶۰ و طی عملیات بازسازی کلیسای سنت پاراسکوا در روستای انینا کشف شد. این روستا در جنوب مرکزی بلغارستان، و در شمال کازانلاک قرار داشته و ادارهٔ آن تحت نظر استان استارا زاگورا انجام می‌شود. این نسخهٔ خطی در ابتدا در شرایط بسیار بدی قرار داشت و تنها ۳۹ تکه و بخش از تکه‌های آن یافت شدند و تنها کلیت یک تکهٔ دیگر به‌سختی بازسازی و حفظ شد.
انینا اپوستل از زمان کشف تا سال ۱۹۶۴ در موزهٔ کازانلاک نگهداری می‌شد. در سال ۱۹۶۴ این نسخهٔ خطی به کتابخانه ملی سیریل و متودیوس اس‌اس. در پایتخت بلغارستان، صوفیه منتقل شد و از آن زمان تاکنون تحت شمارهٔ MS №۱۱۴۴ در همان‌جا نگهداری می‌شود. انینا اپوستل بخشی از مجموعهٔ این کتب‌خانه متشکل از ۱٬۵۰۰ نسخهٔ خطی اسلاوی است. علاوه بر این، به‌دلیل قدمت و ویژگی‌های کتیبه‌شناختی و زبان‌شناختی، این نسخه خطی دارای اهمیت بسیار زیادی است. در دسامبر ۲۰۱۰، یک لوح یادبود اختصاص‌یافته به انینا اپوستل به مناسبت پنجاهمین سالگرد کشف این نسخهٔ خطی در حیاط کلیسای سنت پاراسکوا نصب شد.

## توصیف
انینا اپوستل مجموعه‌ای کوتاه از آیات منتخبه آپوستولوس است که در نیمهٔ دوم سدهٔ یازدهم میلادی بر روی پوست نوشته شده‌است و آن را به قدیمی‌ترین دست‌نوشتهٔ سیریلیک که اکنون در اختیار یک مجموعهٔ بلغارستانی قرار دارد، تبدیل می‌کند. اندازهٔ برگه‌های این دست‌نوشته معادل ۱۹٫۵ در ۱۵٫۵ سانتیمتر (۷٫۷ در ۶٫۱ اینچ)، و اندازهٔ قسمت نوشته‌شدهٔ آن برابر با ۱۳٫۵ در ۱۰٫۵ سانتیمتر (۵٫۳ در ۴٫۱ اینچ) است. این نسخه توسط یک کاتب واحد با استفاده از جوهر قهوه‌ای تیره، با حروف بزرگ و به‌صورت کج نوشته شده‌است.
تصور می‌شود که انینا اپوستل در اصل دارای حدود ۲۱۵ تا ۲۲۰ برگ بوده‌است که از میان آن‌ها دست کم بخشی از ۳۹ برگ آن بازیابی شده‌است. هم ابتدا و هم پایان این نسخهٔ خطی مفقود است و اثری حاشیه‌نگاری‌های آن نیز باقی نمانده‌است. متن باقی‌مانده از این دست‌نوشته شامل اعمال و رساله‌ها برای روزهای شنبه و یکشنبه آغازشده از سی و پنجمین یکشنبه پس از عید پنجاهه تا شنبه مقدس، و برای عیدهای منتخب از ۱ سپتامبر تا ۳ اکتبر و روز ضیافت دایونیسیوس آرئوپاگیت است. زبان متن آن به‌عنوان زبان اسلاوی کلیسایی باستان یا متعلق به رده‌ای که از نظر زمانی بلافاصله در پی اسلاوی کلیسایی باستان ظهور یافته، رده‌بندی شده‌است.

## نسخه‌ها
- Мирчев, К. , Хр. Кодов. Енински апостол. Старобългарски паметник от ХІ век. София, 1965
- Хр. Кодов. Енински апостол. Факсимилно издание. София, 1983
- Digital facsimile in the Digital Library of the SS Cyril and Methodius National Library